# Садыгова, Саялы Аллахверди кызы
Саялы Аллахверди кызы Садыгова (азерб. Sayalı Allahverdi qızı Sadıqova; род. 1960) — азербайджанский учёный-филолог, доктор филологических наук, старший научный сотрудник Института языкознания имени Насими НАНА.

## Биография
Садыгова Саялы родилась 22 июня 1960 года в Красносельском районе Армянской ССР.
В 1981 году окончила филологический факультет Азербайджанского педагогического института.
С 1984 года — младший научный сотрудник, старший научный сотрудник, а с 2000 года — заведующий отделом Терминологии Института языкознания имени Насими Национальной академии наук Азербайджана.

## Научная деятельность
С. Садыгова — автор более 90 опубликованных научных работ, в том числе 3 монографий.
Основные научные достижения:
- Исследование терминологических словосочетаний в современном азербайджанском литературном языке в плане семантики и структуры с целью определения их специфических особенностей и места в терминологических системах.
- Определение оптимальной системы терминообразования на основе изучения формирования и образования терминов в физике и математике.

### Избранные научные труды
- Садыгова С. А.. Формирование физико-математической терминологии на азербайджанском языке. — Баку: Элм, 1997. — 191 с.

- Садыгова С. А.. Терминологические словосочетания в современном азербайджанском литературном языке, образованные семантическим способом // Известия АН Азербайджанской ССР. — 1985. — С. 72–74.

- Садыгова С. А.. Сущностные типы терминологических словосочетаний. // Известия АН Азербайджанской ССР. — 1987. — С. 93–96.

- Садыгова С. А.. Способы образования физико-математических терминов // Kardash agizlar. — Анкара. — С. 146–156.

## Награды
- Медаль «Прогресс» (3 ноября 2015 года) — по случаю 70-летнего юбилея Национальной Академии Наук Азербайджана, за заслуги в развитии азербайджанской науки[1]